# Grevenstein
Grevenstein is een stadje in Duitsland, in de deelstaat Noordrijn-Westfalen, en wel in de gemeente Meschede in het Sauerland. 
Het ligt ongeveer 13 kilometer ten westzuidwesten van de hoofdplaats Meschede, en had, volgens de gemeentewebsite, op 31 december 2021 849 inwoners. Door Grevenstein stroomt een beek met de naam Arpe. Deze is een zijbeek van de Wenne, die weer een zijriviertje van de Ruhr is.

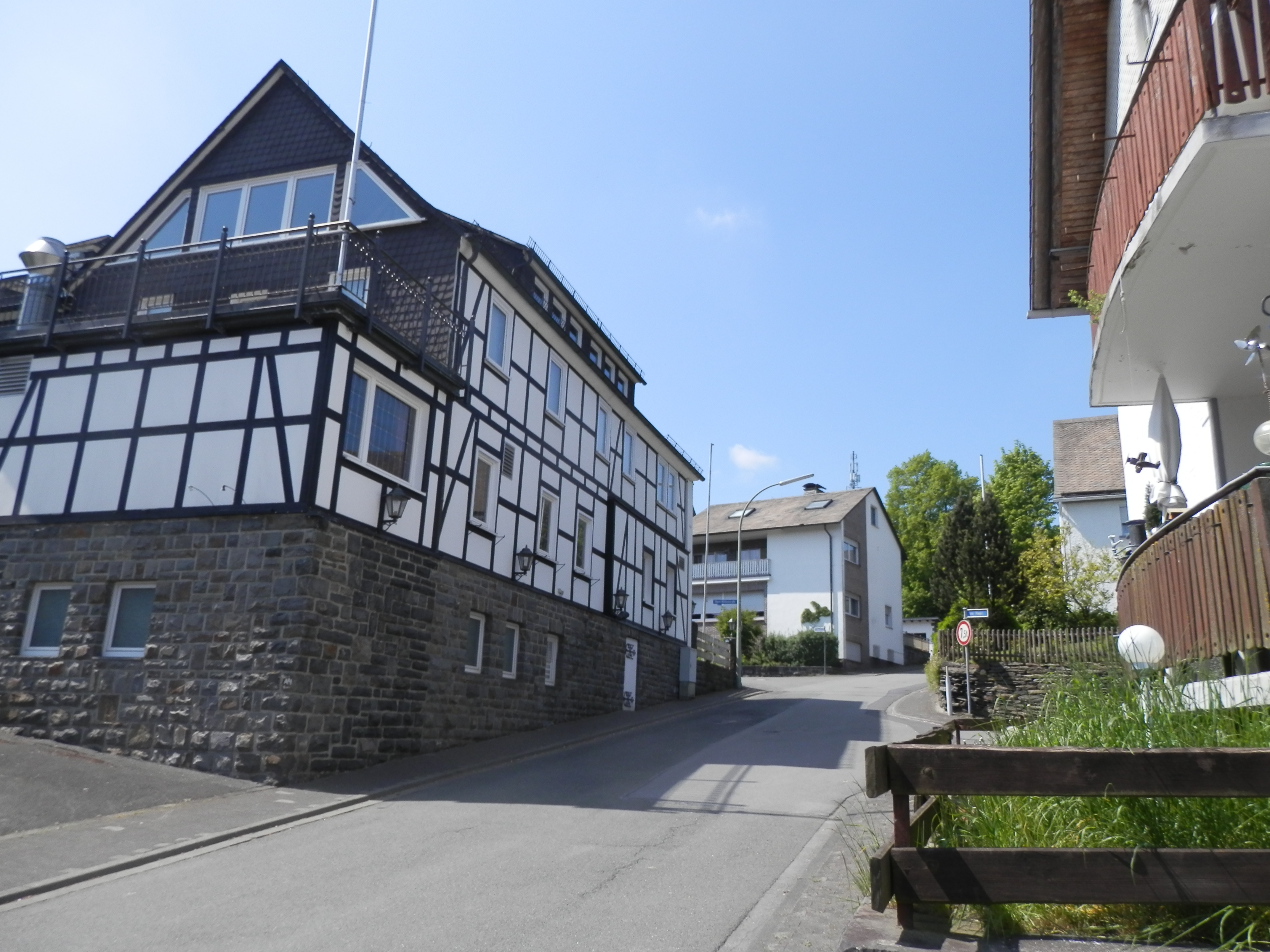
Voor het stadje typerend huis (als horecabedrijf in gebruik) in de Burgstraße te Grevenstein

## Geschiedenis
In 1324 wordt Grevenstein voor het eerst in een document vermeld.  Het was toen een al enige tijd tevoren door de graaf van Arnsberg gesticht en met beperkt  stadsrecht (zgn. Freiheit) begiftigd. Het stadje ontstond rondom een kasteel, dat op een heuveltop boven het beekdal lag. Dit kasteel ging in later eeuwen verloren. Delen van een toren van het kasteel zijn later tot kerktoren verbouwd.
In 1369 werd Grevenstein, zoals het gehele graafschap, een deel van het Keurvorstendom Keulen. Het stadje wordt als bijstad van Meschede tot de Hanzesteden gerekend. Grevenstein had zwaar te lijden onder het geweld van de Dertigjarige Oorlog (1618-1648). Andere rampen, die Grevenstein troffen, waren een pestepidemie in de 17e eeuw en stadsbranden in 1746 en 1843. 
In 1663 overleed  in Grevenstein Michael Stappert, een rooms-katholiek pastoor, die wordt beschouwd als een belangrijk tegenstander van de heksenprocessen van zijn tijd. Zie onder Hirschberg (Warstein) en Rüthen.
Na de Tweede Wereldoorlog groeide Grevenstein voor het eerst sinds eeuwen weer. Er werden Heimatvertriebene ondergebracht; de werkgelegenheid steeg ook, toen men begon, Grevenstein toeristisch te ontwikkelen. In 1975 verloor Grevenstein de semi-officiële status van stad niet, ondanks dat het deel ging uitmaken van een andere stad (Meschede).

## Bezienswaardigheden
- De kerk  van Sint-Antonius de Heremiet.
- Het natuurschoon van het Sauerland maakte het plaatsje tot een geliefd toeristisch centrum, met talrijke horecagelegenheden, die de toerist desgewenst tips voor (ook zeer lange) wandelroutes verstrekken.
- De Kapel van de 14 Noodhelpers (1728) met barok interieur

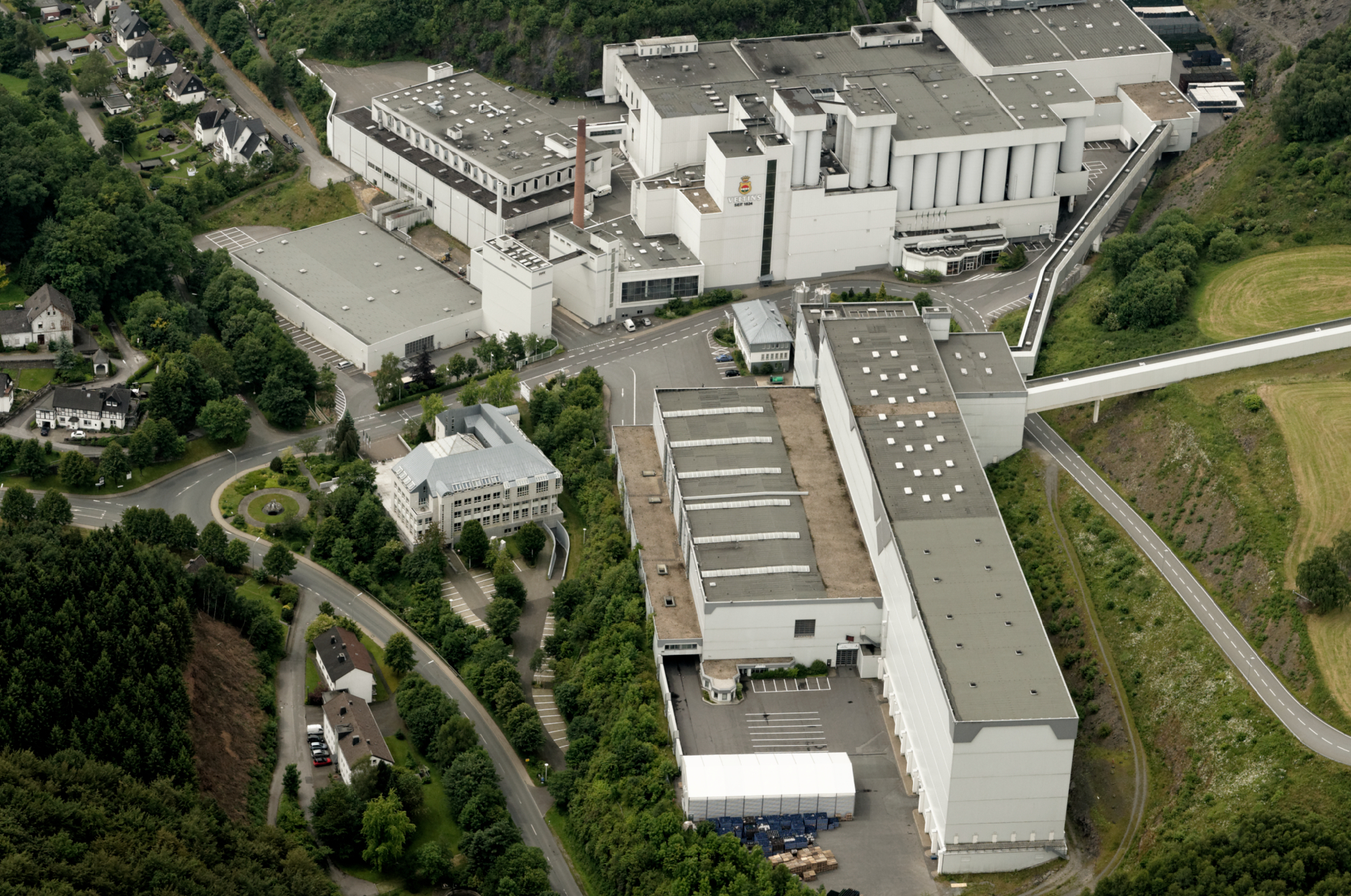
De Veltins-brouwerij te Grevenstein
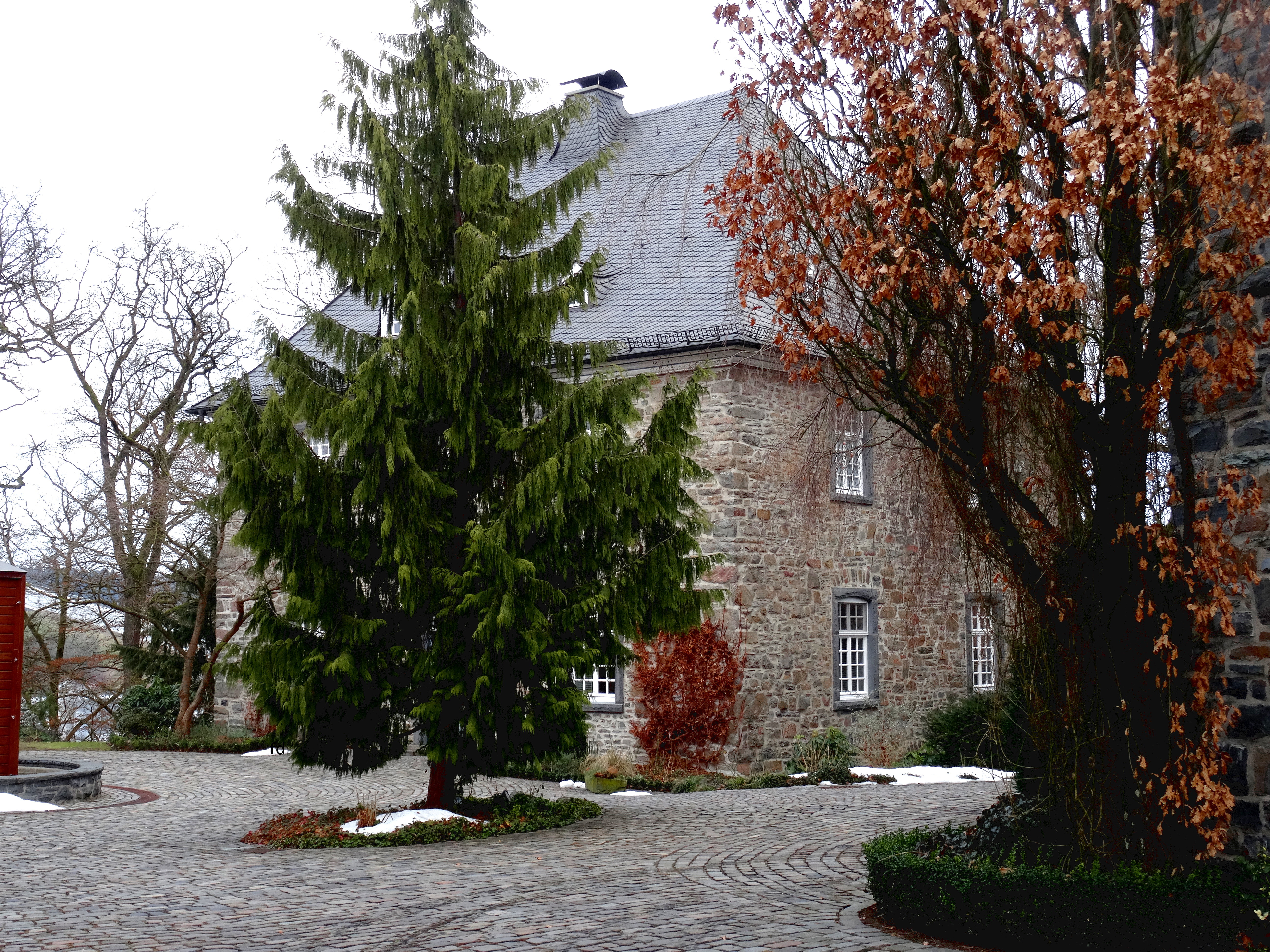
Havezate (Burgmannshof)
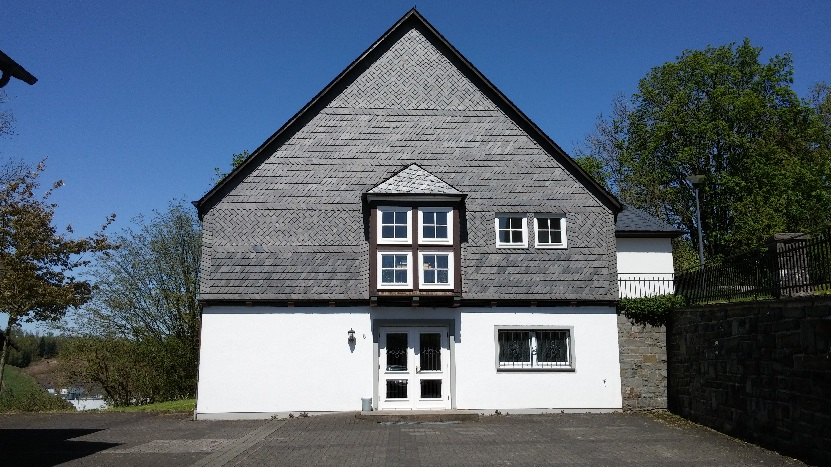
Huis van Michael Stappert
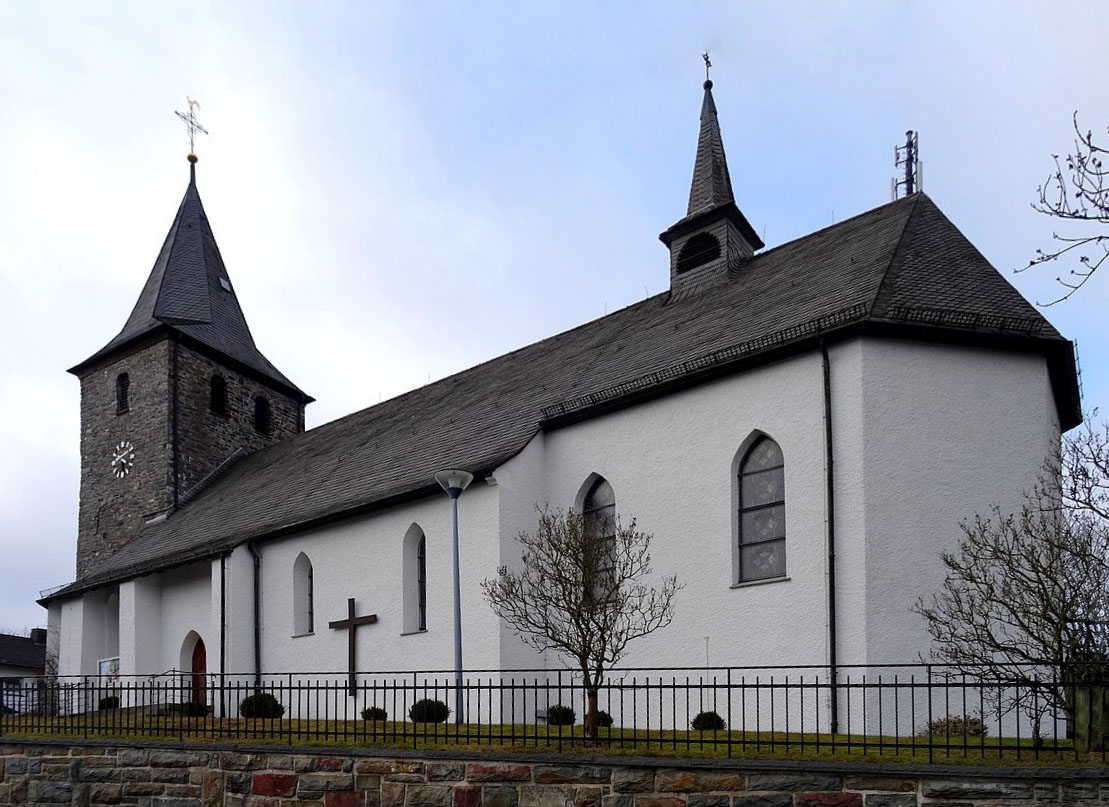
R.K. kerk van Sint-Antonius de Heremiet
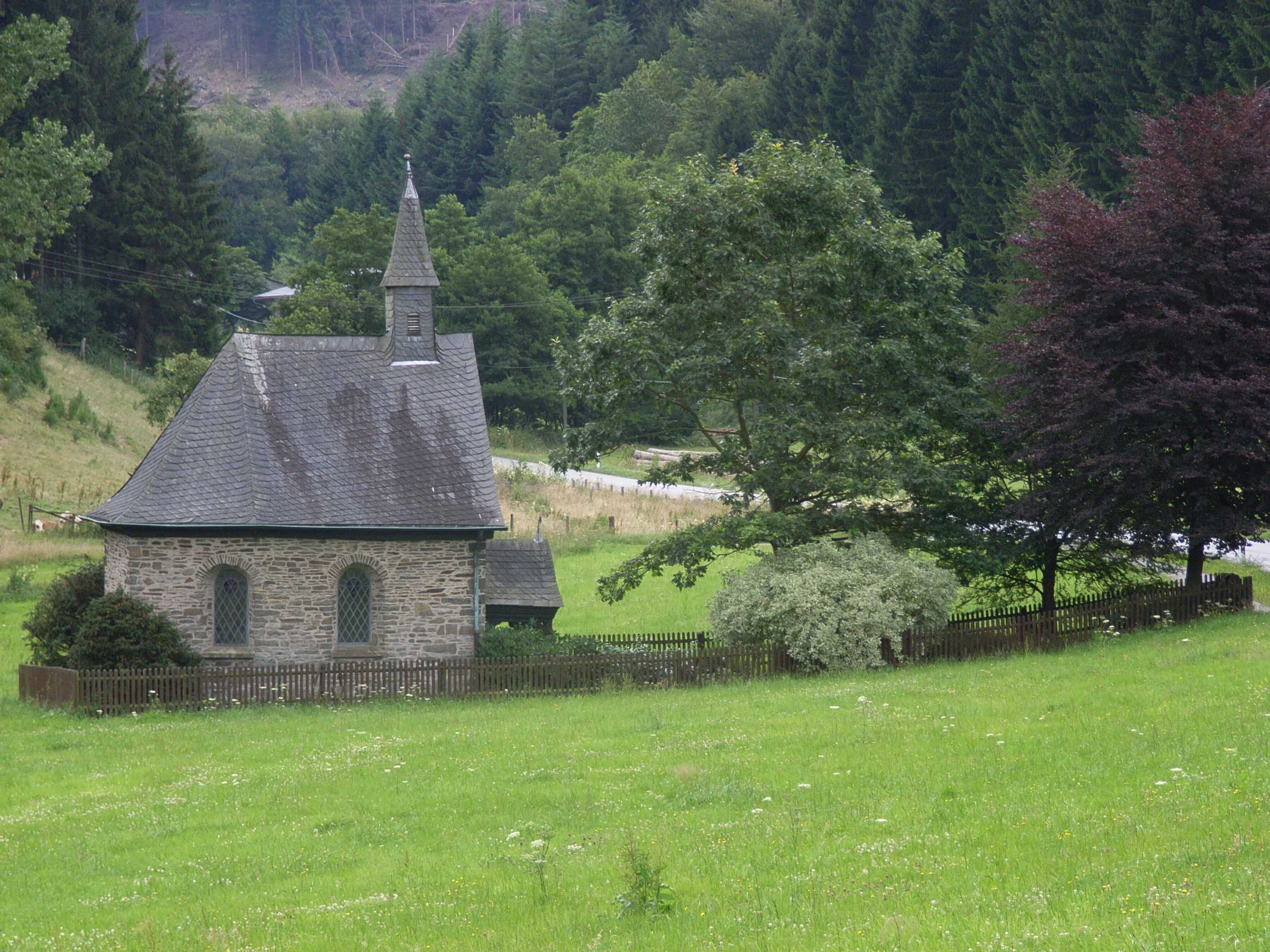
Kapel van de 14 Noodhelpers

## Varia
- Te Grevenstein staat de brouwerij van het bekende biermerk Veltins. Er werken 500 à 600 mensen. De brouwerij werd groot onder de leiding van Rosemarie Veltins[1].
- Ook een gehucht in de gemeente Roggenstorf in Mecklenburg-Voor-Pommeren heet Grevenstein.